# فرودگاه پورت آلن
 فرودگاه پورت آلن (به انگلیسی: Port Allen Airport) یک فرودگاه همگانی بهره‌برداری هوایی با کد یاتا PAK است که یک باند فرود آسفالت دارد و طول باند آن ۷۴۷ متر است. این فرودگاه در کشور ایالات متحده آمریکا قرار دارد و در ارتفاع ۷ متری از سطح دریا واقع شده است.